# Meriones grandis
Meriones grandis (Меріонес марокканський) — вид родини мишеві (Muridae).

## Поширення
Ендемік Середземномор'я (Марокко, пн. Алжир, Туніс). Ареал перекривається з близькоспорідненим видом Meriones shawi. Зустрічається принаймні до 2800 м в Високому Атласі. Живе у відносно вологих місцях проживання в середніх горах. Присутній у всіх біокліматичних зон, а також в садах і пальмових плантаціях.